# Noah (band)
Noah (voorheen: Peterpan) is een Indonesische poprockband. De band bestond oorspronkelijk uit zes leden: Andika, Indra, Ariel, Uki, Loekman en Reza. De eerste twee hebben inmiddels de band verlaten.

## Discografie
| Jaar | Album                     | Engelse naam        | Verkoopcijfers |             |
| ---- | ------------------------- | ------------------- | -------------- | ----------- |
| 2000 | Taman Langit              | Sky Garden          | 850.000        | 5× platina  |
| 2004 | Bintang Di Surga          | A Star in Heaven    | 3.200.000      | 21× platina |
| 2005 | Menunggu Pagi             | Waiting for Dawn    | 1.200.000      | 8× platina  |
| 2007 | Hari Yang Cerah           | A Bright Day        | 745.000        | 4× platina  |
| 2008 | Sebuah Nama Sebuah Cerita | One Name, One Story | 230.000        | 1× platina  |
| 2012 | Suara lainnya             |                     |                |             |
| 2012 | Seperti Seharusnya        |                     |                |             |